# Leptasthenura andicola
A Leptasthenura andicola a madarak (Aves) osztályának verébalakúak (Passeriformes) rendjébe és a fazekasmadár-félék (Furnariidae) családjába tartozó faj.

## Rendszerezése
A fajt Philip Lutley Sclater angol ügyvéd és zoológus írta le 1870-ben.

## Alfajai
- Leptasthenura andicola andicola P. L. Sclater, 1870
- Leptasthenura andicola certhia (Madarasz, 1903)
- Leptasthenura andicola exterior Todd, 1919
- Leptasthenura andicola extima Todd, 1916
- Leptasthenura andicola peruviana Chapman, 1919[2]

## Előfordulása
Az Andokban, Bolívia, Chile, Ecuador, Kolumbia, Peru és Venezuela területén honos. Természetes élőhelyei a szubtrópusi és trópusi hegyi esőerdők és magaslati gyepek és cserjések. Állandó, nem vonuló faj.

## Megjelenése
Testhossza 16 centiméter, testtömege 9-13 gramm.

## Természetvédelmi helyzete
Az elterjedési területe nagyon nagy, egyedszáma pedig stabil. A Természetvédelmi Világszövetség Vörös listáján nem fenyegetett fajként szerepel.